# Edmund Grey, 1. jarl af Kent
Edmund Grey, 1. jarl af Kent (26. oktober 1416 – 22. maj 1490), var en engelsk administrator, adelsmand og stormand. Han var søn af Sir John Grey, KG og Constance Holland. Hans hovedbolig var i Wrest nær Silsoe, Bedfordshire.

## Herkomst
Gennem Constance Holland var han oldebarn af Johan af Gent, 1. hertug af Lancaster, den tredje søn af kong Edvard 3. af England, og hans første hustru, og dermed grandnevø til kong Henrik 4. af England og Filippa af Lancaster.
Grey efterfulgte sin bedstefar Reginald Grey, 3. baron Grey de Ruthyn i 1440.
Han giftede sig med Lady Katherine Percy, som også var oldebarn af Johan of Gent og hans elskerinde (og senere tredje hustru) Katherine Swynford, og også en efterkommer af kong Edvard 3. af England gennem hans anden søn, Lionel af Antwerpen, 1. hertug af Clarence.

## Ridderskab
Edmund Grey blev slået til ridder efter tjeneste i Aquitanien i oktober 1440. Han deltog i det kongelige råd mellem 1456 og 1458. Som aktiv militært i Rosekrigene spillede han især en afgørende rolle i Slaget ved Northampton ved at skifte sin troskab fra Huset Lancaster til Huset York. For denne handling blev han belønnet af Edvard 4. med en gave i form af herregården Ampthill, hvis ejerskab var endt i en strid mellem Grey, Ralph Lord Cromwell og Henry Holland, hertug af Exeter.

## Englands skatmester
Edmund Greys udnævnelse som Lord High Treasurer af England blev vedtaget i Westminster den 24. juni 1463, men Walter Blount efterfulgte ham i november 1464. Edmund holdt også andre højtstående embeder under Edvard 4. og Richard 3.

## Earldom
Han blev ophøjet til jarl af Kent den 30. maj 1465, kort efter indgåelse af ægteskab mellem hans ældste søn, Anthony, med kongens svigerinde, Joan Woodville (hun er undertiden kendt som Eleanor Woodville). Han var blev derefter udnævnt til øverste dommer i amtet Meryonnyth, Nordwales og konstabel for Harlech. Efter deres første søns død blev den anden søn, George, hans arving og til sidst George Grey, 2. jarl af Kent.

## Afkom
Hans børn med Katherine Percy omfattede:
- Anthony Grey (døde mens hans far levede), giftede sig med Eleanor Woodville, søster til Elizabeth Woodville. Der var ingen børn
- George Grey, 2. jarl af Kent, giftede sig med Anne Woodville og derefter Katherine Herbert, datter af William Herbert, 1. jarl af Pembroke
- Elizabeth Grey, gift med Sir Robert Greystoke
- Anne Grey, giftede sig med John Grey, 8. baron Grey af Wilton